# Triptyque Harbaville
Le triptyque Harbaville est une plaque d'ivoire sculptée présentant une scène de déisis. Il fut réalisé à Byzance vers le milieu du Xe siècle sous la dynastie macédonienne et répond au style du groupe Romanos. L’œuvre est conservée au musée du Louvre.

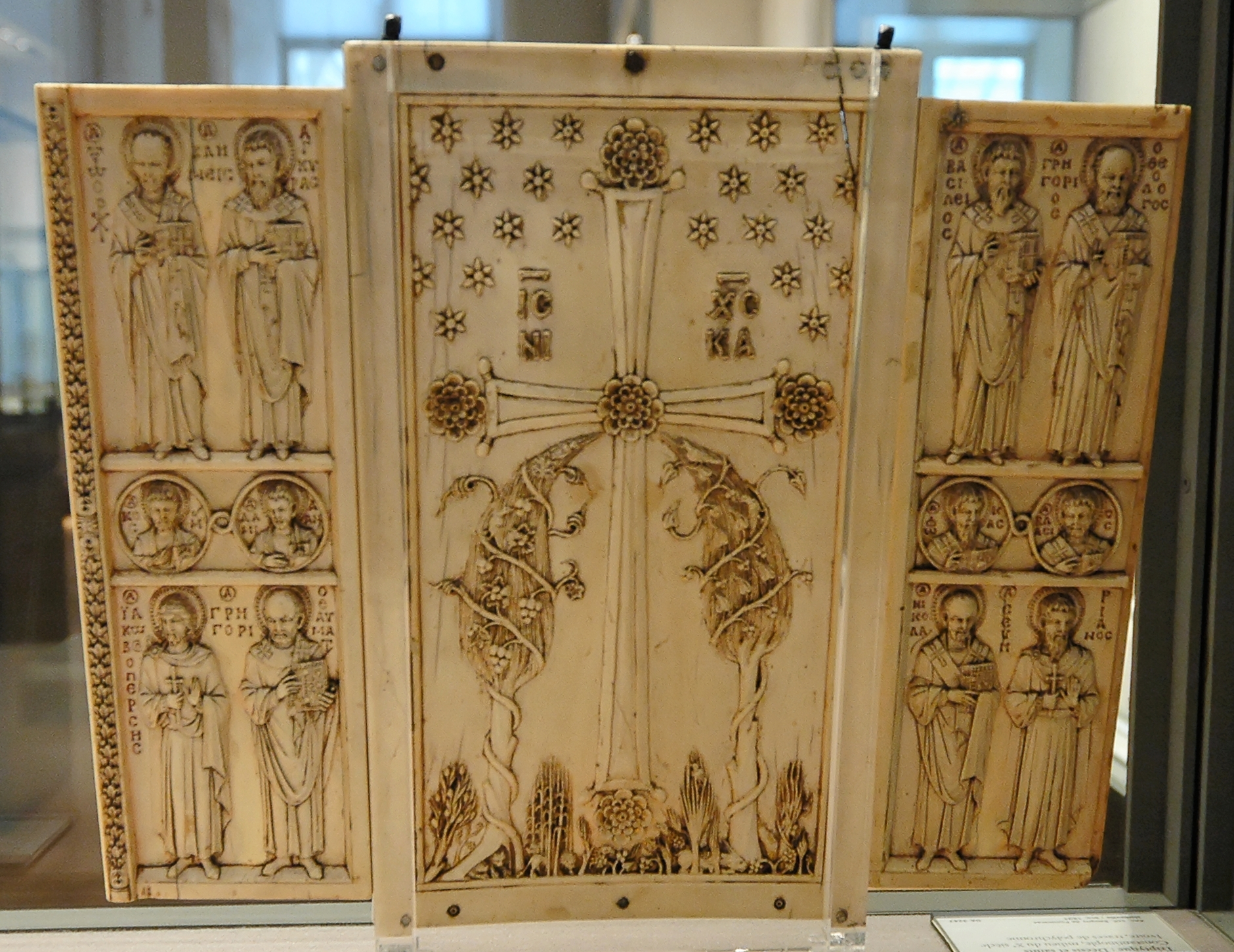
Face arrière.